# Руйву, Мариу
 Ма́риу Жуа́н ди Оливе́йра Ру́йву или Мариу Руйву (порт. Mário João de Oliveira Ruivo; 3 марта 1927, пос. Кампу-Майор, Португалия — 25 января 2017, Лиссабон, Португалия) — португальский учёный-океанолог и государственный деятель, министр иностранных дел Португальской республики (1975 год). Занимал и другие должности в левых временных правительствах Вашку Гонсалвиша).

## Биография
Родился в посёлке Кампу-Майор провинции Алту-Алентежу на границе с Испанией (ныне входит в округ Порталегри экономико-статистического региона Алентежу субрегиона Алту-Алентежу).

### Научная карьера при диктаторском режиме
Научную деятельность посвятил океанологии. С 1948 года работал на станции морской биологии и в 1950 году окончил биологический факультет Лиссабонского университета. Не одобрял существовавший в стране режим Антониу ди Салазара. Вскоре он был уволен по представлению политической полиции ПИДЕ и лишён права работы по специальности в Португалии и её колониях. Был вынужден эмигрировать из страны, занимался исследованиями и преподавал в Италии и Франции. В 1951—1954 годах там он прошёл специализацию в лаборатории Араго в Сорбонне (Париж) по профилю биологическая океанология и рациональное использование живых ресурсов мирового океана. В 1954 году вернулся на родину, и был назначен заместителем директора Португальского института морской биологии. В 1955—1961 годах занимал пост секретаря Португальского общества естественных наук, в 1961—1974 годах работал в организациях Продовольственной и сельскохозяйственной организации ООН (ФАО) в её штаб-квартире в Риме (Италия), был директором Отдела водных ресурсов и окружающей среды ФАО. В 1972 году участвовал в Конференции ООН по проблемам окружающей среды в Стокгольме (Швеция).

### Революция гвоздик. Министр иностранных дел
После «Революции гвоздик» 25 апреля 1974 года вернулся в Лиссабон и возглавил Национальный комитет ФАО. 23 июля того же года был назначен Государственным секретарем по рыболовству (порт.  Secretários de Estado das Pescas, Decreto n.º 344/74, de 23 de Julho de 1974) во II Временном правительстве полковника Вашку Гонсалвиша. В качестве генерального директора также возглавил  ведомство по исследованию и охране морских ресурсов министерства сельского хозяйства и рыболовства Португалии (порт.  Diretor-geral da Investigação e da Proteção dos Recursos do Meio Aquático). Сохранил эти посты и в III Временном правительстве Вашку Гонсалвиша. В 1974 году возглавлял делегацию Португалии на сессии Конференции ООН по морскому праву в Каракасе (Венесуэла), а в 1975 году такую же делегацию в Женеве (Швейцария).
В марте 1975 года по приглашению Министерства рыбного хозяйства СССР с официальным визитом посетил Советский Союз. По его итогам была заложена основа советско-португальского сотрудничества в этой отрасли. 4-8 марта в Москве достиг договорённостей о сотрудничестве в области научных исследований и подготовки кадров для рыбного хозяйства Португалии. 26 марта 1975 года вновь был назначен государственным секретарём по рыболовству (Decreto n.º 158-F/75, de 26 de Março de 1975) в IV Временном правительстве генерала Вашку Гонсалвиша.
8 августа 1975 года был назначен министром иностранных дел в V Временном правительстве Гонсалвиша. Однако этот внепартийный кабинет из независимых специалистов просуществовал недолго и уже 29 августа был отправлен в отставку. До сформирования нового правительства 19 сентября исполнял обязанности министра. За 42 дня нахождения на посту главы внешнеполитического ведомства не успел свершить ни одной зарубежной поездки. 10 сентября вместе с Вашку Гонсалвишем подписал декрет-закон (DECRETO-LEI N.° 494/75, DE 10 DE SETEMBRO) о деятельности Института по возвращению граждан (ИРНА).

### Продолжение научной карьеры
В 1979 году также ушёл с поста министра сельского хозяйства и рыболовства Португалии, в 1980 году — с поста председателя Национального комитета ФАО. Был назначен секретарём Межправительственной океанографической комиссии ЮНЕСКО. Будучи адъюнкт-профессором и доктором наук до 1997 года преподавал политику использования океанского хозяйства в университете Порту.
В 1986—1995 годах являлся членом Консультативного совета Национального совета по научным исследованиям и технологии (порт.  Conselho Consultivo da Junta Nacional de Investigação Científica e Tecnológica — SFCT).
В 1989 году покинул пост секретаря Межправительственной океанографической комиссии ЮНЕСКО и вошёл в Координационный совет Национальной комиссии ЮНЕСКО (до 1995 года). Занимал посты председателя Португальского комитета Межправительственной океанографической комиссии ЮНЕСКО, председателя Научного совета по изучению моря и охране окружающей среды Фонда науки и техники, члена Комиссии по вопросам океана XV конституционного правительства.
В 1995—1997 годах являлся членом и координатором независимой Всемирной комиссии по океанам.
В 1996—1997 годах — президент Комиссии независимой оценки и контроля Проекта COMBO, MEPAT (порт.  Comissão de Avaliação e Controle Independente — Projeto COMBO, MEPAT).
В 1998 году он был консультантом выставки EXPO’98 «Океаны — наследие будущего» (порт.  «Os Oceanos — Um Patrimônio para o Futuro»).
В 1998 — 2000 годах являлся координатором группы Программы динамизации наук и технологий моря (порт.  Equipe de Missão para o Programa Dinamizador em Ciências e Tecnologia do Mar — PDCTM).
В 2001 — 2002 годах возглавлял португальскую Группу в штаб-квартире Европейского агентства по морской безопасности.
В 2003 году он был избран вице-президентом Межправительственной океанографической комиссии ЮНЕСКО и занимал этот пост до 2007 года.
В 2003 — 2004 годах являлся членом португальской Стратегической океанской комиссии, в 2005 — 2006 годах — членом Консультативного правления португальской Группы по делам моря.
28 ноября 1997 года Мари Руйву был назначен председателем Национального совета по охране окружающей среды и устойчивому развитию (порт.  Conselho Nacional do Ambiente e do Desenvolvimento Sustentável). Его мандат продлевался резолюциями Совета министров Португалии № 156/2000 (2ª série) от 23 ноября и № 2/2000 (2ªSérie) от 17 декабря 2003 года, и от 26 апреля 2007 года.
Также занимал пост председателя Руководящего комитета Европейского центра информации в области морских наук и технологий (англ.  European Centre for Information on Marine Science and Technology, — EurOcean).
8 января 2010 года под эгидой бывшего президента Португалии Мариу Суариша прошла торжественная церемония присвоения Мариу Руйву почётного звания доктора Университета Азорских островов. На церемонии присутствовали почти все ректоры университетов Португалии.
Мариу ди Оливейра Руйву — автор многочисленных научных публикаций в области биологической океанографии и рыбного хозяйства, исследований, очерков и статей по вопросам политики и управления океанами, науки, общества и этики, институциональных аспектов международного сотрудничества в морских делах и охраны окружающей среды.

## Сочинения
- Facteurs endocrinologiques dans la biologie de la sardine (sardina pilchardus walb) / Jacqueline Lahaye, Mário Ruivo. Lisboa : [s.n.], 1954.
- Contribuição para o estudo das relações entre os comprimentos do bacalhau (gadus callarias L.) inteiro, escalado e verde, pescado na Terra-Nova / Mário Ruivo. Lisboa : [s.n.], 1957.
- Dom Carlos de Bragança naturalista e oceanógrafo / Mário Ruivo. Lisboa : Fund. da Casa de Bragança, 1958.
- Política externa / Mário Joäo Oliveira Ruivo. Lisboa : Min. Comunicação Social, 1975.
- Carlos Pissarro (1913—1977) / Maria de Lurdes Paes da Franca, Mário Ruivo. [S.l. : s.n., : Impr. Portuguesa). 1977
- Para uma nova ordem económica internacional / Simpósio Internacional de Argel; pref. Mário Ruivo; trad. V. B. Gonçalves. [Lisboa] : Seara Nova, 1977.
- Diário náutico do yacht «Amélia» : campanha oceanográfica realizada em 1897 / [D. Carlos de Bragança; pref. Mário Ruivo, Maria de Lurdes Bartholo]. Lisboa : [s.n., 1978.
- A política comum de pesca da Comunidade Económica Europeia : um exemplo de dinâmica comunitária no contexto internacional / Maria Eduarda Gonçalves; pref. René-Jean Dupuy, Mário Ruivo. 1a ed. Lisboa : Moraes, 1983
- Perfil nacional em ciências do mar : nível II Portugal / Junta Nacional de Investigação Científica e Tecnológica; coord. Mário Ruivo. Lisboa : J.N.I.C.T., 1990.
- Ciência e tecnologia para o progresso / Ciclo de Conferências Unesco; [org.] Comissão Nacional da Unesco; coord. Mário Ruivo, Rui Trindade. 1a ed. Lisboa : Cosmos, 1991. ISBN 972-9170-52-5.

## Награды
| Страна     | Дата             | Награда                                                              | Награда                                                              | Литеры |
| ---------- | ---------------- | -------------------------------------------------------------------- | -------------------------------------------------------------------- | ------ |
| Португалия | 2 августа 1990 — | Гранд-офицер ордена Инфанта дона Энрике                              | Гранд-офицер ордена Инфанта дона Энрике                              | GOIH   |
| Мальта     | 3 марта 1995 —   | Почётный компаньон ордена Заслуг                                     | Почётный компаньон ордена Заслуг                                     | K.O.M. |
| Португалия | 9 июня 1998 —    | Гранд-офицер Военного ордена Святого Якова и Меча                    | Гранд-офицер Военного ордена Святого Якова и Меча                    | GOSE   |
| Бразилия   | октябрь 1998 —   | Кавалер Большого креста Национального ордена «За научные достижения» | Кавалер Большого креста Национального ордена «За научные достижения» |        |
| Португалия | 9 июля 1999 —    | Кавалер Большого креста ордена Заслуг                                | Кавалер Большого креста ордена Заслуг                                | GCM    |
| Франция    | —                | Кавалер ордена Почётного легиона                                     | Кавалер ордена Почётного легиона                                     |        |

Кроме того Мариу Руйву в 1996 году получил Золотую медаль Фонда международных исследований, в 1997 году — телевизионную награду Голубой Кристалл и премию «Престиж», в 2000 году — почётную премию Дома печати, в 2007 году — португальскую премию Carreira Ambiente.